# Eddie Collins (acteur)
Pour les articles homonymes, voir Eddie Collins et Collins.
Eddie Collins (Edward Bernard Collins) est un acteur américain né le 30 janvier 1883 à Atlantic City, New Jersey (États-Unis), mort le 2 septembre 1940 à Arcadia (Californie).

## Filmographie
- 1935 : Diamond Jim d'A. Edward Sutherland : Bicycle Act
- 1937 : Married Before Breakfast (en) : Tramp at Fire
- 1937 : Nuits d'Arabie (Ali Baba Goes to Town) de David Butler : Un arabe
- 1937 : Blanche-Neige et les Sept Nains (Snow White and the Seven Dwarfs) : Dopey (voix)
- 1938 : L'Incendie de Chicago (In Old Chicago) de Henry King : Ivrogne
- 1938 : Penrod and His Twin Brother (en) de William C. McGann : Capitaine
- 1938 : Sally, Irene et Mary (en) (Sally, Irene and Mary) de William A. Seiter : Capitaine de bateau
- 1938 : Les Pirates du micro (Kentucky Moonshine) de David Butler : 'Spats' Swanson
- 1938 : La Folle Parade (Alexander's Ragtime Band) de Henry King : Cpl. Collins
- 1938 : Josette et compagnie (Josette) d'Allan Dwan : Customs Inspector
- 1938 : Hôtel à vendre (Little Miss Broadway) d'Irving Cummings : Band member
- 1938 : Down on the Farm (en) de Malcolm St. Clair : Cyrus Sampson
- 1938 : Always in Trouble de Joseph Santley : Oncle Ed Darlington
- 1938 : Up the River (en) d' Alfred L. Werker : Fisheye Conroy
- 1938 : Charlie Chan à Honolulu (Charlie Chan in Honolulu) de H. Bruce Humberstone : Al Hogan
- 1939 : Vers sa destinée (Young M.. Lincoln) : Efe Turner
- 1939 : Charlie Chan à Reno (Charlie Chan in Reno) : The Gabby Cabbie
- 1939 : Édition de minuit (News Is Made at Night) de Alfred L. Werker  : Billiard
- 1939 : Quick Millions : Henry 'Beaver' Howard
- 1939 : Stop, Look and Love (en) : Dinty
- 1939 : Hollywood Cavalcade d'Irving Cummings : Keystone Cop Driver
- 1939 : Heaven with a Barbed Wire Fence : Bill
- 1939 : Sur la piste des Mohawks (Drums Along the Mohawk) : Christian Reall
- 1940 : L'Oiseau bleu (The Blue Bird) : Tylo (the dog)
- 1940 : Le Retour de Frank James (The Return of Frank James) de Fritz Lang : Station agent at Eldora